# Royce Gracie
Royce Gracie (Rio de Janeiro, 12 december 1966) is een Braziliaans MMA-vechter. Hij won zowel UFC 1, UFC 2 als UFC 4, toernooien die de UFC organiseerde in de beginjaren van de organisatie, voor ze ging werken met gewichtsklassen en titels.

## Carrière

### UFC
Gracie behoort tot de tweede generatie van de familie Gracie, waaruit sinds de eerste generatie van zijn vader Hélio meer dan zestig professionele beoefenaars van Braziliaans jiujitsu voortkwamen. Nadat hij in deze tak van sport een naam opbouwde, organiseerde een pasgevormde organisatie genaamd Ultimate Fighting Championship (UFC) in 1993 een nieuw soort toernooi. Hierin werkten acht beoefenaars van verschillende vechtsporten binnen één dag een afvaltoernooi af waarin vrijwel alles was toegestaan. Alleen bijten en in ogen steken mocht niet. Er waren geen juryleden en gevechten gingen net zo lang door tot er een knock-out, submissie (verwurging of houdgreep) of opgave werd bereikt. Een videoserie van de familie Gracie vormde de inspiratie voor dit toernooi. Royce zou daarom als jongere broer van UFC's mede-oprichter Rorion Gracie de familie vertegenwoordigen.
Gracie nam uiteindelijk deel aan de eerste vijf evenementen van de UFC. Hij won zowel UFC 1, UFC 2 als UFC 4. In het eerste toernooi in november 1993 versloeg hij achtereenvolgens bokser Art Jimmerson, worstelaar Ken Shamrock en de Nederlandse savate- en karatebeoefenaar Gerard Gordeau. In de volgende editie won hij van Minoki Ichihara, Jason DeLucia, Remco Pardoel en Patrick Smith. Gracie deed ook mee aan UFC 3 en won daarop de eerste wedstrijd van Kimo Leopoldo, maar stapte daarna uit het toernooi vanwege vermoeidheid en uitdroging. UFC 4 won hij weer, middels overwinningen op Ron van Clief, Keith Hackney en Dan Severn. Zodoende won hij al zijn eerste elf MMA-gevechten, allemaal door middel van submissie. Gracie deed tijdens UFC 5 niet mee aan het toernooi, maar kwam in actie tijdens een Superfight. Dit was de eerste keer dat de UFC een op zichzelf staande wedstrijd opnam in het programma. Gracie kwam hierin opnieuw uit tegen Shamrock. Toen er na 31 minuten en een verlenging van vijf minuten nog geen winnaar was, kwam er een gelijkspel in de boeken.

### Andere organisaties
Na UFC 5 verliet Gracie de UFC en nam hij bijna vijf jaar niet meer deel aan MMA-gevechten. In 2000 tekende hij vervolgens bij Pride. Hier debuteerde hij in januari met een overwinning op Nobuhiko Takada, de eerste in zijn carrière op basis van een (unanieme) jurybeslissing. Catch-worstelaar Kazushi Sakuraba bracht hem vier maanden later zijn eerste nederlaag in MMA toe, een technische knock-out nadat zijn begeleiding het gevecht stopte. Zijn laatste partij voor Pride was een gelijkspel tegen Hidehiko Yoshida.
Gracie vocht in 2004 en 2005 twee gevechten voor de organisatie K-1, maar met MMA-regels. Hierin had hij ruim twee minuten nodig om sumoworstelaar Akebono te verslaan middels submissie en eindigde hij gelijk met Japanner Hideo Tokoro.
Gracie keerde op 27 mei 2006 eenmalig terug bij de UFC voor een (niet-titel)gevecht met de op dat moment regerend UFC-kampioen weltergewicht (tot 77 kilo) Matt Hughes. Die bezorgde hem de tweede nederlaag in zijn MMA-loopbaan door hem in 4.39 minuten technisch knock-out te slaan. Dertien maanden later nam Gracie wel revanche voor de eerste nederlaag in zijn carrière, op Sakuraba. Ditmaal won hij op basis van een unanieme jurybeslissing. Hij testte na het gevecht alleen positief op nandrolon. Het was binnen de regelgeving van de California State Athletic Commission op dat moment nog niet mogelijk de uitslag van het gevecht te wijzigen, maar Gracie kreeg wel een boete.
In november 2013, bijna 6,5 jaar na zijn laatste gevecht, maakte Gracie officieel bekend dat hij was gestopt met MMA.

### Rentree
Gracie maakte op 19 februari 2016 zijn rentree, bij Bellator MMA. Hij nam het die dag op 49-jarige leeftijd voor de derde keer in zijn leven op tegen Shamrock, inmiddels 52. Gracie won na 2.22 minuten in de eerste ronde. Shamrock klapte dubbel na een knietje in zijn kruis dat de scheidsrechter niet opmerkte, waarna Gracie hem enkele malen onbelemmerd op zijn hoofd sloeg. De scheidsrechter stopte daarop de partij en verklaarde Shamrock technisch knock-out.